# 天主教索科德教區
天主教索科德教區（拉丁語：Dioecesis Dioecesis Sokodensis）是多哥一個羅馬天主教教區，屬洛美總教區。
教區的前身是一個宗座監牧區，成立於1937年5月18日，1955年9月14日升為教區。
2004年有教友122,857人（佔轄區總人口15.1%）、十一個堂區、三十二名司鐸。現任教區主教為安博羅削·科塔姆巴·喬利巴。